# Rufus Taylor
Rufus Tiger Taylor (Londra, 8 marzo 1991) è un batterista britannico.
È noto per essere un membro della formazione dal vivo Queen + Adam Lambert e l'attuale batterista dei Darkness. È il figlio del batterista dei Queen, Roger Taylor.

## Biografia
Rufus Taylor nasce l'8 marzo 1991 da Roger Taylor e la sua fidanzata Debbie Lang. Secondo Taylor, il suo secondo nome Tiger ("tigre") venne scelto da Freddie Mercury. Lasciata la scuola all'età di 16 anni, decide di dedicarsi a un corso di sci con il pilota di Formula Uno Damon Hill e poi di seguire le orme del padre iniziando a suonare la batteria.
La sua prima attività degna di nota come musicista è stata un'apparizione al Royal Variety Performance nel 2008, in cui suonò la batteria per Kerry Ellis e il chitarrista dei Queen Brian May, di fronte a un pubblico comprendente Carlo, principe di Galles e Camilla, duchessa di Cornovaglia. Nel 2009 è in tour con lo storico collaboratore dei Queen Spike Edney come membro degli Spike's All-Stars.

Successivamente ha partecipato al musical We Will Rock You e ha contribuito all'album di Kerry Ellis Anthems, insieme a Brian May e a suo padre Roger Taylor. A partire dal 2011 suona nei tour dei Queen + Adam Lambert, in cui ha suonato interamente brani come Tie Your Mother Down e A Kind Of Magic.
Nel 2015 diventa il nuovo batterista ufficiale del gruppo hard rock inglese dei The Darkness, dopo l'uscita della batterista Emily Dolan Davies.